# Marquesado de Bondad Real
El Marquesado de Bondad Real es un título nobiliario español de carácter hereditario concedido con Grandeza de España por la reina Isabel II el 9 de marzo de 1866 a Fernando Gurowski y Borbón, coronel de caballería, hijo del conde Ignacy Gurowski, duque de Possen y señor de Allendorf, y de la infanta Isabel Fernanda de Borbón, nieto del infante Francisco de Paula de Borbón y segundo nieto de Carlos IV de España y su mujer María Luisa de Parma.
Su actual propietario es Jaime Bertrán de Lis y Larrea, conde de las cabezuelas.

## Marqueses de Bondad Real
|                        | Titular                           | Periodo                |
| Creación por Isabel II | Creación por Isabel II            | Creación por Isabel II |
| ---------------------- | --------------------------------- | ---------------------- |
| I                      | Fernando Gurowski y Borbón        | 1865-1875              |
| II                     | Vicente Bertrán de Lis y Gurowski | 1875-1936              |
| III                    | Vicente Bertrán de Lis y Pidal    | 1936-1959              |
| IV                     | Vicente Bertrán de Lis y Baillo   | 1959-1995              |
| V                      | Jaime Bertrán de Lis y Larrea     | 1995-actualidad        |